# Karol Robak
Karol Robak (Poznań, 24 agosto 1997) è un taekwondoka polacco. Ha rappresentato la Polonia ai Giochi olimpici estivi di Rio de Janeiro 2016.

## Palmarès
- Europei

Kazan' 2018: argento nei 68 kg.
Sofia 2021: oro nei 74 kg.
- Giochi europei

Baku 2015: argento nei 68 kg.